# Scopifera
Scopifera is een geslacht van vlinders van de familie spinneruilen (Erebidae), uit de onderfamilie Herminiinae.

## Soorten
- S. antelia Druce, 1891
- S. antorides Druce, 1891
- S. discistriga Hampson
- S. eurystiba Hampson
- S. falsirenalis Schaus, 1916
- S. insurrecta Dyar, 1918
- S. jalapensis Hampson
- S. lycagusalis Walker, 1858
- S. lygdus Druce, 1891
- S. menippusalis Walker, 1856
- S. phrygialis Schaus, 1916
- S. plumalis Felder, 1874
- S. poasalis Schaus, 1913
- S. semicolon Hampson
- S. stenosema Hampson